# Liste der Kulturdenkmale in Weißenfels
In der Liste der Kulturdenkmale in Weißenfels sind alle Kulturdenkmale der Gemeinde Weißenfels und ihrer Ortsteile aufgelistet. Grundlage ist das Denkmalverzeichnis des Landes Sachsen-Anhalt, das auf Basis des Denkmalschutzgesetzes des Landes Sachsen-Anhalt vom 21. Oktober 1991 durch das Landesamt für Denkmalpflege und Archäologie Sachsen-Anhalt erstellt und seither laufend ergänzt wurde (Stand: 31. Dezember 2024).

## Aufteilung
Wegen der großen Anzahl von Kulturdenkmalen in Weißenfels werden die Kulturdenkmale in den Ortschaften in Teillisten aufgeführt.
Borau

Burgwerben

Großkorbetha

Langendorf

Leißling

Markwerben

Reichardtswerben

Schkortleben

Storkau

Tagewerben

Uichteritz

Wengelsdorf

## Kulturdenkmale
| Lage | Bezeichnung                                                                                    | Beschreibung | Erfassungs- nummer | Ausweisungsart               | Bild                                   |
| --- | ---------------------------------------------------------------------------------------------- | --- | ------------------ | ---------------------------- | -------------------------------------- |
| Alte Leipziger Straße 2, 4–15, 17, 19 (Karte) | Straßenzug                                                                                     | Geschlossene Häuserzeile der zweiten Hälfte des 19. Jahrhunderts, bemerkenswerte architektonische Details | 094 09169          | Denkmalbereich               | Weitere Bilder                         |
| Alte Leipziger Straße 21, 21a, Große Burgstraße 1–28, 30, 32, Klingenplatz, Leipziger Straße 1, 3, 5, 7, 9, 11, 13, 15, 17, Markt 4–7, Schlossgasse 1–6, 12, Zeitzer Straße 4, 21a, 21b, 23 (Karte) | Schlossbezirk Weißenfels                                                                       | Der Denkmalbereich umfasst den gesamten Schlossberg. Im Westen des Schlosses befindet sich eine Terrasse mit altem Baumbestand. | 094 86653          | Denkmalbereich               | Weitere Bilder                         |
| Alte Leipziger Straße 21a (Karte) | Orangerie                                                                                      | Letzter Rest der Bebauung des 1674 fertiggestellten Schlossgartens | 094 09171          | Baudenkmal                   | Weitere Bilder                         |
| Am Bad (Karte) | Gesellschaftshaus                                                                              | Ehemals Gesellschafts- und Kurhaus, später Trommelfabrik | 094 15325          | Baudenkmal                   | Weitere Bilder                         |
| Am Bad 3 (Karte) | Herrenmühlenschleuse                                                                           | Schleuse | 094 66141          | Baudenkmal                   | Weitere Bilder                         |
| Am Forsthaus 55 (Karte) | Villa                                                                                          | | 094 85840          | Baudenkmal                   | BW                                     |
| Am Herrenberg 1, 6 (Karte) | Villa                                                                                          | Ladegastisches Weinberghaus, erbaut für den Orgelbaumeister Friedrich Ladegast und zugleich sein Sterbehaus, um 1870/80 | 094 80009          | Baudenkmal                   | BW                                     |
| Am Herrenberg 5 (Karte) | Villa                                                                                          | | 094 85146          | Baudenkmal                   | BW                                     |
| Am Kloster 1 (Karte) | Schule                                                                                         | Alte Aula, zweigeschossiger Quaderbau auf T-förmigem Grundriss, Südseite mit Portalvorbau, um 1870 | 094 11345          | Baudenkmal                   | Weitere Bilder                         |
| Am Kloster 2 (Karte) | Kloster                                                                                        | Clarissenkloster | 094 11346          | Baudenkmal                   | Weitere Bilder                         |
| Am Kloster 4 (Karte) | Schule                                                                                         | Goethegymnasium, erbaut 1912/14 | 094 11347          | Baudenkmal                   | Weitere Bilder                         |
| Am Krug (Karte) | Kleingartenanlage                                                                              | Verein „volksverständliche Gesundheitspflege“, später „Verein für Arzneilose Heilweise und Gesundheitspflege e. V. Weißenfels (Prießnitzverein)“, heute Kleingartenverein „Gesundheitspflege“ | 094 66181          | Baudenkmal                   | Kleingartenanlage                      |
| Am Krug 1, 3, Naumburger Straße 32, 34, 36, 38 (Karte) | Häusergruppe                                                                                   | | 094 86600          | Denkmalbereich               | Häusergruppe                           |
| Am Kugelberg 2, 4, 6, 8, 10, 12, 14, 16, 18, 20, 22, 24 (Karte) | Straßenzeile                                                                                   | Bemerkenswerte vorstädtische Straßenanlage mit Kleinvillen von individueller Gestaltung, erbaut in den 1920er Jahren | 094 15323          | Denkmalbereich               | Straßenzeile                           |
| Am Kugelberg 16 (Karte) | Wohnhaus                                                                                       | Giebelständiges Ziegel-Fachwerkgebäude mit Satteldach, 1922 bis 1928 Wohnhaus des Malers Max Lingner, erbaut um 1920 | 094 15324          | Baudenkmal                   | Wohnhaus                               |
| Am Mühlberg 3, 5 (Karte) | Häusergruppe                                                                                   | Schöne Wohnhausgruppe in Ziegelbauweise mit markantem Eckturm, zweite Hälfte des 19. Jh. | 094 09296          | Denkmalbereich               | Weitere Bilder                         |
| Am Mühlberg 4 (Karte) | Villa                                                                                          | Villa des Papierfabrikanten Dietrich, um 1880, hervorragendes Ensemble des Historismus mit zur Saale hin aufwendig gestalteter Terrassenanlage | 094 09298          | Baudenkmal                   | Weitere Bilder                         |
| Am Mühlberg 9 (Karte) | Wohnhaus                                                                                       | Markantes dreigeschossiges Gebäude mit betontem Kellergeschoss, Mittelrisalit mit hohem Giebelaufsatz, 19. Jh. | 094 09300          | Baudenkmal                   | Weitere Bilder                         |
| Am Mühlberg 11 (Karte) | Wohnhaus                                                                                       | Eindrucksvoller Eckziegelbau mit Erker, neoklassizistischer Dekor | 094 80046          | Baudenkmal                   | Weitere Bilder                         |
| Am Sausenhölzchen (Karte) | Neuer Friedhof                                                                                 | Friedhof Hauptfriedhof, sogenannter Neuer Friedhof oberhalb des aufgelassenen Alten Friedhofs, Grabstätte bedeutender Persönlichkeiten | 094 15322          | Baudenkmal                   | Weitere Bilder                         |
| Am Sausenhölzchen, auf dem Friedhof | Grabmal                                                                                        | Grabmal | 094 15322 001      | Teilobjekt eines Baudenkmals |                                        |
| Am Sausenhölzchen, auf dem Friedhof | Kapelle                                                                                        | Kapelle | 094 15322 002      | Teilobjekt eines Baudenkmals |                                        |
| Am Sausenhölzchen | Grabmal                                                                                        | Grabmal für Familie Dietrich auf dem Friedhof | 094 86725          | Baudenkmal                   | Weitere Bilder                         |
| Am Sausenhölzchen, Friedhof (Karte) | Kapelle                                                                                        | Friedhofskapelle, Chorraum der ehemaligen Klosterkirche des Klosters Sankt Claren, die 1884 abgerissen wurde. Der Chorraum wurde als Kapelle 1886 auf dem Neuen Friedhof originalgetreu wieder aufgebaut. | 094 15321          | Baudenkmal                   | Weitere Bilder                         |
| Am Sausenhölzchen 3 (Karte) | Stadthof                                                                                       | Stadthof | 094 15319          | Baudenkmal                   | BW                                     |
| Am Sausenhölzchen 5 (Karte) | Wohnhaus                                                                                       | Ehemaliges Friedhofswärterhaus, zweigeschossiger Putzbau mit Krüppelwalmdach, 18. und 19. Jh. | 094 15320          | Baudenkmal                   | Weitere Bilder                         |
| Am Sausenhölzchen, Am Stadtpark, Dammstraße, Fischgasse, Georgenberg, Große Burgstraße, Promenade, Saalstraße, Schlossgasse, Zeitzer Straße (Karte)                                                 | Stadtbefestigung Weißenfels                                                                    | Stadtbefestigung Auf der Süd- und Westseite in großen Partien erhaltene Stadtbefestigung auf dem Georgenberg, Bruchstein, 3 bis 5 m hoch, Ende 15. Jahrhundert. Zwei Türme sind erhalten: Pulverturm mit Pyramidendach und Georgenbergturm mit Zinnenbekrönung. | 094 11328          | Baudenkmal                   | Weitere Bilder                         |
| Große Kalandstraße 25 | Stadtbefestigung                                                                               | Stadtbefestigung | 094 11328 001      | Teilobjekt eines Baudenkmals |                                        |
| Am Sausenhölzchen, Am Stadtpark, Georgenberg, Große Burgstraße, Nikolaistraße im Stadtgraben (Karte)                                                                                                | Friedhof, ehemaliger Alter Friedhof                                                            | Alter Friedhof, heute Stadtpark | 094 11327          | Denkmalbereich               | Weitere Bilder                         |
| Am Schützenplatz, Schützenstraße 43 (Karte) | Vereinshaus                                                                                    | Schützenhaus, eingeschossiger Ziegelbaumit Seitenrisaliten und flachen Giebeln, Mitte des 19. Jh.; zugehöriges Nebengebäude, Fachwerk über Ziegelsockel und Walmdach | 094 09156          | Baudenkmal                   | BW                                     |
| Am Stadtpark 1–5 (Karte) | Straßenzeile                                                                                   | Villen in Hanglage, Jugendstil, dazugehörige unverbaute typische Gärten mit Einfriedungen | 094 11325          | Denkmalbereich               | Weitere Bilder                         |
| Am Stadtpark 4 (Karte) | Villa                                                                                          | | 094 86720          | Baudenkmal                   | Weitere Bilder                         |
| Am Stadtpark 6 (Karte) | Verwaltungsgebäude                                                                             | Landratsamt | 094 11326          | Baudenkmal                   | Weitere Bilder                         |
| An den Stufen 1–12 (Karte) | Straße                                                                                         | Letzte Reste der am Hang gelegenen Vorstadtbebauung des 18. Jahrhunderts mit namengebender Treppenanlage | 094 09166          | Denkmalbereich               | Weitere Bilder                         |
| An der Beude 4 (Karte) | Gutshof, sogenanntes Beudegut                                                                  | Bauten und Grünfläche des zum ehemaligen Nonnenklosters Beuditz gehörenden Wirtschaftshofs | 094 16270          | Baudenkmal                   | Weitere Bilder                         |
| An der Beude 6 (Karte) | Turnhalle                                                                                      | Halle mit Binderkonstruktion und ehemaliger darüber befindlicher Fensterzone, 1920er Jahre | 094 16271          | Baudenkmal                   | Weitere Bilder                         |
| An der Marienkirche 1, 3, 5, 7 (Karte) | Straßenzeile                                                                                   | Bebauung nördlich der Marienkirche aus dem 18. bis 20. Jahrhundert | 094 00696          | Denkmalbereich               | Straßenzeile                           |
| An der Pforte 2 (Karte) | Wohn- und Geschäftshaus                                                                        | Expressionistisches, dreigeschossiges Gebäude, um 1920 | 094 15360          | Baudenkmal                   | Weitere Bilder                         |
| An der Schleuse 5 (Karte) | Schleuse                                                                                       | Brückenmühlenschleuse | 094 66140          | Baudenkmal                   | Weitere Bilder                         |
| B 91 Merseburger Straße Kleingartenanlage „Meilenstein“, westliche Straßenseite (Karte) | Distanzstein                                                                                   | Meilenstein | 094 66152          | Baudenkmal                   | Weitere Bilder                         |
| Bei Beuditz (Karte) | Schleuse                                                                                       | Beuditzmühlenschleuse | 094 66139          | Baudenkmal                   | Weitere Bilder                         |
| Beuditzstraße 1, 2, 2a, 2b, 3, 4, 4a, 4b, 5, 7 (Karte) | Straßenzug                                                                                     | Wohn- und Geschäftshäuser, zwei- bis dreigeschossige Putzbauten, Fassaden von der Mitte 19. Jh. bis Anfange 20. Jh., Brunnenanlage vor Nr. 2 | 094 15535          | Denkmalbereich               | Weitere Bilder                         |
| Beuditzstraße vor Nr. 2 (Karte) | Brunnen                                                                                        | Beuditzbrunnen, Brunnen an der Marienapotheke, Bildhauer: Paul Juckoff 1902, Gussverfahren mit Beton und Sandsteinpulver | 094 15537          | Baudenkmal                   | Weitere Bilder                         |
| Beuditzstraße 2 (Karte) | Wohn- und Geschäftshaus                                                                        | Markanter Bau mit nach Osten gerichteter Hauptfassade, mit dem Brunnen vor der Ostfassade bemerkenswertes Jugendstilensemble | 094 86679          | Baudenkmal                   | Weitere Bilder                         |
| Beuditzstraße 2a (Karte) | Wohn- und Geschäftshaus                                                                        | Dreigeschossiger Bau im Jugendstil, um 1900 | 094 86680          | Baudenkmal                   | Weitere Bilder                         |
| Beuditzstraße 2b (Karte) | Wohn- und Geschäftshaus                                                                        | Dreigeschossiger Bau im Jugendstil | 094 86681          | Baudenkmal                   | Weitere Bilder                         |
| Beuditzstraße 3 (Karte) | Wohn- und Geschäftshaus                                                                        | Zweigeschossiger verputzter Fachwerkbau mit Ladeneinbau im Erdgeschoss, um 1850 | 094 15546          | Baudenkmal                   | Weitere Bilder                         |
| Beuditzstraße 4 (Karte) | Wohnhaus                                                                                       | Dreigeschossiger Putzbau mit Seitenrisalit und Giebel, Jugendstil | 094 15547          | Baudenkmal                   | Weitere Bilder                         |
| Beuditzstraße 4a (Karte) | Wohn- und Geschäftshaus                                                                        | Dreigeschossiger Putzbau des Jugendstils, Mittelrisalit mit kleeblattförmigen Giebel, reiche Putzornamentik | 094 15549          | Baudenkmal                   | Weitere Bilder                         |
| Beuditzstraße 4b (Karte) | Wohnhaus                                                                                       | Dreigeschossiger Ziegelputzbau mit seitlichem polygonalen Erker und Giebel, malerische Fassadengestaltung, Jugendstil | 094 15555          | Baudenkmal                   | Weitere Bilder                         |
| Beuditzstraße 7 (Karte) | Wohnhaus                                                                                       | Dreigeschossiger Putzbau der Gründerzeit mit Seitenrisalit, mit originalem Treppenhaus | 094 15557          | Baudenkmal                   | Weitere Bilder                         |
| Beuditzstraße 20 (Karte) | Wohn- und Geschäftshaus                                                                        | Zweieinhalbgeschossiger freistehender Ziegelbau mit Mittelrisalit und reichem Bauschmuck an der Straßenseite, um 1880 erbaut | 094 15558          | Baudenkmal                   | Weitere Bilder                         |
| Beuditzstraße 22 (Karte) | Wohnhaus                                                                                       | Dreigeschossiger unverputzter Bau aus Haustein und Ziegel, Mittelrisalit mit Giebel (Obeliskenaufsatz), Bildnisse des Besitzerehepaars und figürliche Reliefdarstellungen, um 1880 erbaut | 094 15559          | Baudenkmal                   | Weitere Bilder                         |
| Beuditzstraße 30 (Karte) | Wohnhaus                                                                                       | Viergeschossiger Ziegelbau des späten Historismus mit Erker an Straßenecke, städtebaulich von hoher Bedeutung, datiert 1897 | 094 15561          | Baudenkmal                   | Weitere Bilder                         |
| Beuditzstraße 32 (Karte) | Wohn- und Geschäftshaus                                                                        | Dreigeschossiger Putzbau mit zwei Läden im Erdgeschoss, typische Historismusfassade | 094 15562          | Baudenkmal                   | Weitere Bilder                         |
| Beuditzstraße 33 (Karte) | Wohnhaus                                                                                       | Aus zwei Bauten bestehendes Eckhaus zur Zimmerstraße mit unterschiedlicher Geschosszahl und Gliederung durch Gesimse und Lisenen sowie Nischen für Skulpturen, 2. Hälfte des 19. Jh. | 094 15563          | Baudenkmal                   | Weitere Bilder                         |
| Beuditzstraße 35–46, 48, 49, 51, 53, 55, 57, 59, 61, 63 (Karte) | Straßenzug                                                                                     | Straßenzug Beuditzstraße | 094 15564          | Denkmalbereich               | Weitere Bilder                         |
| Beuditzstraße 35 (Karte) | Wohn- und Geschäftshaus                                                                        | Viergeschossiger Ziegelbau mit Mittelrisalit und Volutengiebel in den Formen der Neorenaissance, um 1900 | 094 15565          | Baudenkmal                   | Weitere Bilder                         |
| Beuditzstraße 37 (Karte) | Wohnhaus                                                                                       | Zweiteiliger verputzter Ziegelbau zu zwei bzw. drei Geschossen, vegetabile und geometrische Stuckdekoration, 2. Hälfte des 19. Jh. | 094 15566          | Baudenkmal                   | Weitere Bilder                         |
| Beuditzstraße 38 (Karte) | Wohnhaus                                                                                       | Zweigeschossiges steinsichtiges, traufseitig ausgerichtetes Gebäude mit Mittelrisalit und paarweise angeordneten Fenstern, im Obergeschoss neoromanische Formen, im Erdgeschoss frühgotisch, nach 1870 erbaut | 094 15581          | Baudenkmal                   | Weitere Bilder                         |
| Beuditzstraße 39, 41 (Karte) | Schule, Beuditzschule                                                                          | | 094 80043          | Baudenkmal                   | Weitere Bilder                         |
| Beuditzstraße 43 (Karte) | Wohn- und Geschäftshaus                                                                        | Viergeschossiger Putzbau mit Ecklösung, profilierte Fenstergewände | 094 15583          | Baudenkmal                   | Weitere Bilder                         |
| Beuditzstraße 46 (Karte) | Wohn- und Geschäftshaus                                                                        | Eckhaus zur Ladegaststraße; teilverputzter, viergeschossiger Ziegelbau mit Betonung durch verschiedenfarbige Ziegel und alternierenden Fensterformen, um 1900 entstanden | 094 15582          | Baudenkmal                   | Weitere Bilder                         |
| Beuditzstraße 55 (Karte) | Wohnhaus                                                                                       | Viergeschossiger Putzbau mit zentralem Erker und zurückgesetztem Schweifgiebel mit Kugelaufsätzen, Putzdekor, um 1900 erbaut | 094 15586          | Baudenkmal                   | Weitere Bilder                         |
| Beuditzstraße 57 (Karte) | Wohnhaus                                                                                       | Viergeschossiger, teilverputzter Ziegelbau mit auffallender Giebellösung und betonter, lebhafter Fassadengliederung, um 1900 | 094 15590          | Baudenkmal                   | Weitere Bilder                         |
| Beuditzstraße 59 (Karte) | Wohnhaus                                                                                       | Asymmetrischer, zweiteiliger Putzbau mit Dreieckserker und Giebel, unterschiedliche Putzstruktur, um 1910 | 094 15595          | Baudenkmal                   | Weitere Bilder                         |
| Beuditzstraße 61 (Karte) | Wohnhaus                                                                                       | Viergeschossiger Ziegelbau des Jugendstils mit asymmetrisch angeordnetem Erker und die ganze Fassade beherrschendem bizarrem Schweifgiebel, um 1910 | 094 15596          | Baudenkmal                   | Weitere Bilder                         |
| Beuditzstraße 63 (Karte) | Wohnhaus                                                                                       | Viergeschossiger Putzbau an Straßenecke mit Fachwerk- und Fassadenelementen in aufwendigen Jugendstilformen, 1907 datiert | 094 15597          | Baudenkmal                   | Weitere Bilder                         |
| Beuditzstraße 69 (Karte) | Villa                                                                                          | Repräsentativer, in verschiedenen Techniken (Ziegel, Fachwerk, Quader) errichteter zweigeschossiger Bau mit betonten Fachwerkgiebeln, typischer Landhausstil der 1880er Jahre, Parkanlage mit Umfriedung | 094 15600          | Baudenkmal                   | Villa                                  |
| Beuditzstraße 71 (alt 73) (Karte) | Villa                                                                                          | Wie Beuditzstraße 69 Villa im Landhausstil unter Verwendung von viel Holz; zweigeschossiger malerisch verschachtelter Baukörper, um 1870 | 094 15601          | Baudenkmal                   | Villa                                  |
| Beuditzstraße 75 (Karte) | Villa                                                                                          | | 094 86717          | Baudenkmal                   | Villa                                  |
| Beuditzstraße 89 (Karte) | Villa                                                                                          | Villa Am westlichen Stadtrand 1923 erbaute zweigeschossige Villa, bis auf den Südeingang schlicht gehalten, Mischung aus Jugendstil und Neuer Sachlichkeit | 094 80041          | Baudenkmal                   | Villa                                  |
| Bismarckstraße (Karte) | Aussichtsturm                                                                                  | Bismarckturm | 094 09186          | Baudenkmal                   | Weitere Bilder                         |
| Bismarckstraße, Erich-Lattermann-Straße, Karl-Liebknecht-Straße, Lasalleweg, Leipziger Straße (Karte)                                                                                               | Park                                                                                           | Klemmbergpark, Stadt- und Bürgerpark, am 27. Februar 2015 als Denkmal ausgewiesen |                    | Denkmalbereich               | Weitere Bilder                         |
| Bismarckstraße 11 (Karte) | Villa                                                                                          | | 094 09185          | Baudenkmal                   | Villa                                  |
| Brauhausgasse 1–3 (Karte) | Straßenzug                                                                                     | Erhaltene Zeile mit heterogener Bebauung des 18./19. Jahrhunderts von unterschiedlicher Höhe | 094 15371          | Denkmalbereich               | Weitere Bilder                         |
| Dammstraße 2 (Karte) | Wohn- und Geschäftshaus                                                                        | Zweigeschossiger Putzbau mit repräsentativem und reich gestaltetem Wintergarten in Art eines Balkons mit teilweise erhaltener Buntverglasung, um 1900 | 094 15362          | Baudenkmal                   | Weitere Bilder                         |
| Dammstraße 7 (Karte) | Wohn- und Geschäftshaus                                                                        | | 094 86721          | Baudenkmal                   | BW                                     |
| Dammstraße 18, 21, 25, 27, 29, 31, 33, 35, 37, 39 (Karte) | Straßenzug                                                                                     | Straßenzug Dammstraße, | 094 15363          | Denkmalbereich               | Weitere Bilder                         |
| Dammstraße 18 (Karte) | Wohnhaus                                                                                       | Zweigeschossiger Zigelputzbau mit Mittelrisalit und Zwerchhaus, Fenster im Obergeschoss mit Faschen, in der Mittelachse rundbogig geschlossen, um 1850 erbaut | 094 15365          | Baudenkmal                   | Weitere Bilder                         |
| Dammstraße 21 (Karte) | Wohnhaus                                                                                       | Zweigeschossiger Quader-Ziegelputzbau mit leicht gewinkeltem Grundriss; den Knick betonender Halbrund-Erker, der über der Traufhöhe in Rundturm übergeht; mit Blattmasken und reichem Stuckdekor, um 1910 erbaut | 094 15367          | Baudenkmal                   | Weitere Bilder                         |
| Dammstraße 33 (Karte) | Wohnhaus                                                                                       | Zweigeschossiger Quader-Bruchstein-Fachwerkbau mit Segmentbogentür, Krüppelwalmdach mit Fledermausgauben, erbaut im 18. Jahrhundert | 094 15368          | Baudenkmal                   | Weitere Bilder                         |
| Dammstraße 39 (Karte) | Gewerbehof                                                                                     | Hofanlage, ehemalige Wassermühle aus dem 18. Jh., zweigeschossiges Quadergebäude mit Lisenen und Gesimsgliederung im Erdgeschoss, Rundbogenportal, Mansarddach | 094 15369          | Baudenkmal                   | Weitere Bilder                         |
| Dr.-Benjamin-Halewi-Straße 2 (Karte) | Villa                                                                                          | | 094 11336          | Baudenkmal                   | Weitere Bilder                         |
| Feldstraße 1–6, 8, 10–14, 16, 18, Katharinenstraße 2 (Karte) | Straßenzug                                                                                     | Drei- und viergeschossige Gründerzeitbebauung mit charakteristischen Details | 094 15446          | Baudenkmal                   | Straßenzug                             |
| Ferberstraße 1, 3, 5, 7, 9, 11, 13, 15, 17, 19, Lutherplatz 1, 2a, 2b, Moritz-Hill-Straße 1, 3, 5 (Karte)                                                                                           | Siedlung                                                                                       | Geschlossene dreigeschossige Bebauung, zum Teil von der Straße zurückversetzt, typisches Bild einer Wohnsiedlung der 1920er Jahre | 094 09288          | Baudenkmal                   | Siedlung                               |
| Fischgasse 1–22, 22a, 23, 24, 25, 26/28, 27, 29, 31 (Karte) | Straßenzug                                                                                     | Straßenzug Fischgasse | 094 86719          | Denkmalbereich               | Weitere Bilder                         |
| Fischgasse 22 (Karte) | Gaststätte                                                                                     | Altes Brauhaus | 094 15374          | Baudenkmal                   | Weitere Bilder                         |
| Francoisstraße 11 (Karte) | Villa                                                                                          | Zum Stil des Landratsamtes passende repräsentative neobarocke Villa, zweigeschossiger Putzbau mit konkav geschwungenem Mittelrisalit und Giebel, Mansarddach, reicher Stuckdekor an der Fassade, Garten mit originaler Umfriedung, errichtet um 1906/1907 | 094 15317          | Baudenkmal                   | Weitere Bilder                         |
| Friedrichsstraße, Ecke Nikolaistraße (Karte) | Gustav-Adolf-Stein                                                                             | Gedenkstein mit Findling zum 300. Todestag von Gustave Adolf von Schweden, 1932 (im Denkmalverzeichnis von 1994 aufgeführt, im Denkmalverzeichnis von 2017 nicht erwähnt) |                    | Kleindenkmal                 | Weitere Bilder                         |
| Friedrichsstraße 1-5, 7, 8, 8a, 9-12, 14-18 (Karte) | Straßenzug                                                                                     | Straßenzug Friedrichsstraße | 094 09208          | Denkmalbereich               | Weitere Bilder                         |
| Friedrichsstraße 2 (Karte) | Bankgebäude                                                                                    | Kreissparkasse | 094 86749          | Baudenkmal                   | Weitere Bilder                         |
| Friedrichsstraße 3 (Karte) | Wohn- und Geschäftshaus                                                                        | | 094 09220          | Baudenkmal                   | Weitere Bilder                         |
| Friedrichsstraße 5 (Karte) | Wohn- und Geschäftshaus                                                                        | | 094 09237          | Baudenkmal                   | Weitere Bilder                         |
| Friedrichsstraße 12 (Karte) | Villa                                                                                          | | 094 09255          | Baudenkmal                   | Weitere Bilder                         |
| Friedrichsstraße 14 (Karte) | Wohn- und Geschäftshaus                                                                        | | 094 09270          | Baudenkmal                   | Weitere Bilder                         |
| Friedrichsstraße 15 (Karte) | Kirche                                                                                         | Elisabeth-Kirche | 094 09271          | Baudenkmal                   | Weitere Bilder                         |
| Friedrichsstraße 18 (Karte) | Amtsgericht Weißenfels                                                                         | Gerichtsgebäude | 094 09275          | Baudenkmal                   | Weitere Bilder                         |
| Georgenberg 23 (Karte) | Stadthof                                                                                       | Bestandteil eines Anwesens aus dem 18. Jh. | 094 11322          | Baudenkmal                   | Weitere Bilder                         |
| Georgenberg 25 (Karte) | Stadthof, sogenanntes Freihaus                                                                 | Gebäudekomplex mit Haupthaus (18./19. Jh.) und Gartenanlagen | 094 11323          | Baudenkmal                   | Weitere Bilder                         |
| Gottschedstraße 2, 4, 6, 8, 10 (Karte) | Straßenzeile                                                                                   | | 094 09311          | Denkmalbereich               | Straßenzeile                           |
| Gottschedstraße 7 (Karte) | Fabrik                                                                                         | | 094 86609          | Baudenkmal                   | BW                                     |
| Große Burgstraße 1–28, 30, 32 (Karte) | Straßenzug                                                                                     | Straßenzug Große Burgstraße | 094 11374          | Denkmalbereich               | Weitere Bilder                         |
| Große Burgstraße 1 (Karte) | Wohn- und Geschäftshaus, ehemals Gasthof Drei Schwäne                                          | | 094 86682          | Baudenkmal                   | Weitere Bilder                         |
| Große Burgstraße 3 (Karte) | Wohn- und Geschäftshaus                                                                        | | 094 87031          | Baudenkmal                   | Weitere Bilder                         |
| Große Burgstraße 4 (Karte) | Wohn- und Geschäftshaus                                                                        | | 094 11377          | Baudenkmal                   | Weitere Bilder                         |
| Große Burgstraße 5 (Karte) | Wohn- und Geschäftshaus                                                                        | | 094 11378          | Baudenkmal                   | Weitere Bilder                         |
| Große Burgstraße 10 (Karte) | Wohn- und Geschäftshaus                                                                        | | 094 11379          | Baudenkmal                   | Weitere Bilder                         |
| Große Burgstraße 11 (Karte) | Wohn- und Geschäftshaus                                                                        | | 094 11380          | Baudenkmal                   | Weitere Bilder                         |
| Große Burgstraße 12 (Karte) | Wohnhaus                                                                                       | | 094 11381          | Baudenkmal                   | Weitere Bilder                         |
| Große Burgstraße 13 (Karte) | Wohn- und Geschäftshaus                                                                        | | 094 11382          | Baudenkmal                   | Weitere Bilder                         |
| Große Burgstraße 14 (Karte) | Wohn- und Geschäftshaus                                                                        | | 094 11383          | Baudenkmal                   | Weitere Bilder                         |
| Große Burgstraße 16 (Karte) | Wohn- und Geschäftshaus                                                                        | | 094 11384          | Baudenkmal                   | Weitere Bilder                         |
| Große Burgstraße 19 (Karte) | Wohnhaus, ehemals Gaststätte Alt-Weißenfels                                                    | | 094 11385          | Baudenkmal                   | Weitere Bilder                         |
| Große Burgstraße 20 (Karte) | Wohnhaus                                                                                       | | 094 85841          | Baudenkmal                   | Wohnhaus                               |
| Große Burgstraße 22 (Karte) | Stadthof                                                                                       | Geleitshaus | 094 11386          | Baudenkmal                   | Weitere Bilder                         |
| Große Burgstraße 30 (Karte) | Wohnhaus                                                                                       | | 094 11387          | Baudenkmal                   | Weitere Bilder                         |
| Große Deichstraße 9, 11, 13, 15, 17, 19, 21, 23, 25, 27, Leopold-Kell-Straße 55 (Karte) | Straßenzeile                                                                                   | Straßenzug Große Deichstraße | 094 80000          | Denkmalbereich               | Weitere Bilder                         |
| Große Deichstraße 10, 12, 14, 16, 18, 20 (Karte) | Straßenzeile                                                                                   | Straßenzug Große Deichstraße | 094 80001          | Denkmalbereich               | Weitere Bilder                         |
| Große Deichstraße 10 (Karte) | Wohnhaus                                                                                       | | 094 86584          | Baudenkmal                   | Wohnhaus                               |
| Große Deichstraße 13 (Karte) | Wohnhaus                                                                                       | | 094 80003          | Baudenkmal                   | Weitere Bilder                         |
| Große Deichstraße 17 (Karte) | Wohnhaus                                                                                       | | 094 80004          | Baudenkmal                   | Weitere Bilder                         |
| Große Deichstraße 19 (Karte) | Wohnhaus                                                                                       | | 094 80005          | Baudenkmal                   | Weitere Bilder                         |
| Große Deichstraße 20 (Karte) | Wohnhaus                                                                                       | | 094 80006          | Baudenkmal                   | BW                                     |
| Große Kalandstraße 1-8, 10, 13, 14, 15, 17, 19, 23, 25, 26, 28, 29, 31, 33-39, 41, 43, 45, 47, 49, 51, 53, 55, 57 (Karte)                                                                           | Straßenzug                                                                                     | Straßenzug Große Kalandstraße | 094 09138          | Denkmalbereich               | Weitere Bilder                         |
| Große Kalandstraße 2 (Karte) | Wohnhaus                                                                                       | | 094 09139          | Baudenkmal                   | Weitere Bilder                         |
| Große Kalandstraße 3 (Karte) | Wohnhaus                                                                                       | | 094 09140          | Baudenkmal                   | Weitere Bilder                         |
| Große Kalandstraße 10 (Karte) | Wohn- und Geschäftshaus                                                                        | | 094 09141          | Baudenkmal                   | Weitere Bilder                         |
| Große Kalandstraße 23 (Karte) | Wohnhaus                                                                                       | | 094 09143          | Baudenkmal                   | Weitere Bilder                         |
| Große Kalandstraße 25 (Karte) | Stadtbefestigung                                                                               | | 094 09144          | Baudenkmal                   | BW                                     |
| Große Kalandstraße 26 (Karte) | Wohnhaus                                                                                       | | 094 09145          | Baudenkmal                   | Weitere Bilder                         |
| Große Kalandstraße 36 (Karte) | Wohn- und Geschäftshaus                                                                        | | 094 09147          | Baudenkmal                   | Weitere Bilder                         |
| Große Kalandstraße 41 (Karte) | Wohnhaus                                                                                       | | 094 09148          | Baudenkmal                   | Weitere Bilder                         |
| Große Kalandstraße 43 (Karte) | Wohnhaus                                                                                       | | 094 09149          | Baudenkmal                   | Weitere Bilder                         |
| Große Kalandstraße 45 (Karte) | Wohnhaus                                                                                       | | 094 09150          | Baudenkmal                   | Weitere Bilder                         |
| Gustav-Adolf-Straße 1-12, 14, 16, 18, 20, 22, 24, 26, 28 (Karte) | Straßenzug                                                                                     | Straßenzug Gustav-Adolf-Straße | 094 09281          | Denkmalbereich               | Straßenzug                             |
| Gustav-Adolf-Straße 1, 3 (Karte) | Kirche                                                                                         | Lutherkirche | 094 09285          | Baudenkmal                   | Weitere Bilder                         |
| Gustav-Adolf-Straße 5 (Karte) | Villa                                                                                          | | 094 85573          | Baudenkmal                   | Villa                                  |
| Gustav-Adolf-Straße 10, 12, 14, 16 (Karte) | Häuserblock                                                                                    | | 094 86904          | Baudenkmal                   | Häuserblock                            |
| Gutenbergstraße 1, 3, 5, 7, 9, 11, 13, 15, 17 (Karte) | Straßenzeile                                                                                   | Straßenzeile Gutenbergstraße | 094 09320          | Denkmalbereich               | Straßenzeile                           |
| Gutenbergstraße 4 (Karte) | Villa                                                                                          | | 094 09322          | Baudenkmal                   | Villa                                  |
| Harnischstraße 1 (Karte) | Wohnhaus                                                                                       | | 094 87033          | Baudenkmal                   | Weitere Bilder                         |
| Harnischstraße 1, 3, 5, 7 (Karte) | Wohnhaus                                                                                       | Dreigeschossige Putzbauten, des späten Historismus mit Jugendstilelementen, westlicher Abschluss der geschlossenen historistischen Vorstadtbebauung | 094 12018          | Denkmalbereich               | Weitere Bilder                         |
| Heinickestraße 7 (Karte) | Mühle                                                                                          | | 094 15318          | Baudenkmal                   | Mühle                                  |
| Heinickestraße 22 (Karte) | Villa                                                                                          | | 094 11337          | Baudenkmal                   | BW                                     |
| Hermannsgarten 1-12, 12a, 12b, 13, 15, 17 (Karte) | Straßenzug                                                                                     | | 094 11320          | Denkmalbereich               | BW                                     |
| Hohe Straße 1, 1a, 3-9, 11, 13, 15, 16, 17, 19, 21, 23, 25, 27-35, 37, 39, 41, 43, 45, 47, 49, 51, 53, 55, 57, 59, 61, 63, 65, 67 (Karte)                                                           | Straßenzug                                                                                     | | 094 11298          | Denkmalbereich               | Weitere Bilder                         |
| Hohe Straße 1a (Karte) | Wohnhaus Hohe Straße 1a                                                                        | Wohnhaus | 094 18811          | Baudenkmal                   | BW                                     |
| Hohe Straße 6, 8 Straßenecke (Karte) | Wohnhaus                                                                                       | | 094 09168          | Baudenkmal                   | BW                                     |
| Hohe Straße 9 (Karte) | Wohnhaus                                                                                       | | 094 11297          | Baudenkmal                   | Wohnhaus                               |
| Hohe Straße 29 (Karte) | Wohnhaus                                                                                       | | 094 11299          | Baudenkmal                   | Wohnhaus                               |
| Hohe Straße 61 (Karte) | Wohnhaus                                                                                       | | 094 18811          | Baudenkmal                   | Wohnhaus                               |
| Hospitalstraße 2, 4, 6, 8, 9, 10, 11, 13, 15, 17, 19 (Karte) | Straßenzug                                                                                     | | 094 15444          | Denkmalbereich               | Straßenzug                             |
| Hospitalstraße 13 (Karte) | Wohnhaus                                                                                       | Wohnhaus, 2019 als Denkmal ausgewiesen. | 094 66243          | Baudenkmal                   | Wohnhaus                               |
| Jüdenstraße 1- 51 (Karte) | Straßenzug                                                                                     | | 094 09412          | Denkmalbereich               | Weitere Bilder                         |
| Jüdenstraße 2 (Karte) | Kaufhaus                                                                                       | | 094 16338          | Baudenkmal                   | Weitere Bilder                         |
| Jüdenstraße 4 (Karte) | Wohn- und Geschäftshaus                                                                        | | 094 09323          | Baudenkmal                   | Weitere Bilder                         |
| Jüdenstraße 5 (Karte) | Wohn- und Geschäftshaus                                                                        | | 094 09324          | Baudenkmal                   | Weitere Bilder                         |
| Jüdenstraße 8 (Karte) | Wohn- und Geschäftshaus                                                                        | | 094 09326          | Baudenkmal                   | Weitere Bilder                         |
| Jüdenstraße 8 (Karte) | Wirtschaftsgebäude                                                                             | | 094 09327          | Baudenkmal                   | BW                                     |
| Jüdenstraße 9 (Karte) | Wohn- und Geschäftshaus                                                                        | Zum Nelkenbusch | 094 09328          | Baudenkmal                   | Weitere Bilder                         |
| Jüdenstraße 11 (Karte) | Wohn- und Geschäftshaus                                                                        | | 094 09329          | Baudenkmal                   | Weitere Bilder                         |
| Jüdenstraße 12 (Karte) | Wohn- und Geschäftshaus                                                                        | | 094 09331          | Baudenkmal                   | Weitere Bilder                         |
| Jüdenstraße 13 (Karte) | Wohn- und Geschäftshaus                                                                        | | 094 09334          | Baudenkmal                   | Weitere Bilder                         |
| Jüdenstraße 14 (Karte) | Wohn- und Geschäftshaus                                                                        | | 094 09336          | Baudenkmal                   | Weitere Bilder                         |
| Jüdenstraße 15 (Karte) | Wohn- und Geschäftshaus                                                                        | | 094 09338          | Baudenkmal                   | Weitere Bilder                         |
| Jüdenstraße 16 (Karte) | Wohn- und Geschäftshaus                                                                        | | 094 09341          | Baudenkmal                   | Weitere Bilder                         |
| Jüdenstraße 18 (Karte) | Wohn- und Geschäftshaus                                                                        | | 094 09342          | Baudenkmal                   | Weitere Bilder                         |
| Jüdenstraße 19 (Karte) | Wohn- und Geschäftshaus                                                                        | | 094 09343          | Baudenkmal                   | Weitere Bilder                         |
| Jüdenstraße 20 (Karte) | Wohn- und Geschäftshaus                                                                        | | 094 09344          | Baudenkmal                   | Weitere Bilder                         |
| Jüdenstraße 21 (Karte) | Kino                                                                                           | | 094 09345          | Baudenkmal                   | Weitere Bilder                         |
| Jüdenstraße 23 (Karte) | Wohn- und Geschäftshaus                                                                        | | 094 09346          | Baudenkmal                   | Weitere Bilder                         |
| Jüdenstraße 24 (Karte) | Wohn- und Geschäftshaus                                                                        | | 094 09347          | Baudenkmal                   | Weitere Bilder                         |
| Jüdenstraße 25 (Karte) | Wohn- und Geschäftshaus                                                                        | | 094 09348          | Baudenkmal                   | Weitere Bilder                         |
| Jüdenstraße 28 (Karte) | Wohn- und Geschäftshaus                                                                        | | 094 09349          | Baudenkmal                   | Weitere Bilder                         |
| Jüdenstraße 29 (Karte) | Wohn- und Geschäftshaus                                                                        | | 094 09350          | Baudenkmal                   | Weitere Bilder                         |
| Jüdenstraße 30 (Karte) | Wohn- und Geschäftshaus                                                                        | | 094 09351          | Baudenkmal                   | Weitere Bilder                         |
| Jüdenstraße 31 (Karte) | Wohn- und Geschäftshaus                                                                        | | 094 09352          | Baudenkmal                   | Weitere Bilder                         |
| Jüdenstraße 33 (Karte) | Wohn- und Geschäftshaus                                                                        | | 094 09353          | Baudenkmal                   | Weitere Bilder                         |
| Jüdenstraße 34 (Karte) | Wohn- und Geschäftshaus                                                                        | | 094 09354          | Baudenkmal                   | Weitere Bilder                         |
| Jüdenstraße 35 (Karte) | Gaststätte                                                                                     | Ehemaliges Gasthaus Schwarzes Ross, barocker Bruchstein-Putzbau mit Hofanlage, 18. Jahrhundert | 094 09355          | Baudenkmal                   | Weitere Bilder                         |
| Jüdenstraße 38 (Karte) | Wohn- und Geschäftshaus                                                                        | | 094 09356          | Baudenkmal                   | Weitere Bilder                         |
| Jüdenstraße 44 (Karte) | Wohn- und Geschäftshaus                                                                        | | 094 86864          | Baudenkmal                   | Weitere Bilder                         |
| Jüdenstraße 45 (Karte) | Wohn- und Geschäftshaus                                                                        | | 094 09358          | Baudenkmal                   | Weitere Bilder                         |
| Jüdenstraße 46 (Karte) | Wohn- und Geschäftshaus                                                                        | | 094 09359          | Baudenkmal                   | Weitere Bilder                         |
| Jüdenstraße 47 (Karte) | Wohn- und Geschäftshaus                                                                        | | 094 16290          | Baudenkmal                   | Weitere Bilder                         |
| Jüdenstraße 48 (Karte) | Wohn- und Geschäftshaus                                                                        | | 094 09365          | Baudenkmal                   | Weitere Bilder                         |
| Jüdenstraße 50 (Karte) | Wohn- und Geschäftshaus                                                                        | | 094 09369          | Baudenkmal                   | Weitere Bilder                         |
| Jüdenstraße 51 (Karte) | Gaststätte                                                                                     | Zum Goldenen Ring | 094 09388          | Baudenkmal                   | Weitere Bilder                         |
| Karl-Liebknecht-Straße 1 (Karte) | Pumpenhaus                                                                                     | Pumpenhaus | 094 86683          | Baudenkmal                   | Weitere Bilder                         |
| Karl-Liebknecht-Straße 6 (Karte) | Schule                                                                                         | Bergschule | 094 09183          | Baudenkmal                   | Weitere Bilder                         |
| Katharinenstraße 16, 18, 20, 21, 22, 23, 24, 25, 26, 27, 28, 29, 30, 31, 33, 35, 37 (Karte) | Straßenzug                                                                                     | | 094 15442          | Denkmalbereich               | Straßenzug                             |
| Kleine Burgstraße 5 (Karte) | Stadthof                                                                                       | | 094 11389          | Baudenkmal                   | Weitere Bilder                         |
| Kleine Deichstraße 8 (Karte) | Eichamt                                                                                        | | 094 15312          | Baudenkmal                   | Weitere Bilder                         |
| Kleine Deichstraße 12, 13, 14, 15, 15a, 17 (Karte) | Häusergruppe                                                                                   | | 094 15311          | Denkmalbereich               | Weitere Bilder                         |
| Kleine Kalandstraße 1-19 (Karte) | Straßenzug                                                                                     | | 094 09151          | Denkmalbereich               | Weitere Bilder                         |
| Kleine Kalandstraße 2 (Karte) | Wohn- und Geschäftshaus                                                                        | | 094 09152          | Baudenkmal                   | Weitere Bilder                         |
| Kleine Kalandstraße 14 (Karte) | Wohn- und Geschäftshaus                                                                        | | 094 09153          | Baudenkmal                   | Weitere Bilder                         |
| Kleine Kalandstraße 17 (Karte) | Wohn- und Geschäftshaus                                                                        | | 094 09154          | Baudenkmal                   | Weitere Bilder                         |
| Kleine Kalandstraße 19 (Karte) | Wohn- und Geschäftshaus                                                                        | | 094 09155          | Baudenkmal                   | Weitere Bilder                         |
| Klingenplatz 2, 4, 6, 8, 10 (Karte) | Platz                                                                                          | | 094 15902          | Denkmalbereich               | Platz                                  |
| Klosterstraße 1-4, 8, 10, 11, 12, 12a, 13, 14, 15, 17, 18-21, 23, 24, 25, 27, 29, 31, 35, 37, 39 (Karte)                                                                                            | Straßenzug                                                                                     | | 094 11348          | Denkmalbereich               | Weitere Bilder                         |
| Klosterstraße 1 (Karte) | Wohnhaus                                                                                       | | 094 86936          | Baudenkmal                   | Wohnhaus                               |
| Klosterstraße 2 (Karte) | Wohn- und Geschäftshaus                                                                        | | 094 11349          | Baudenkmal                   | Wohn- und Geschäftshaus                |
| Klosterstraße 3 (Karte) | Wohnhaus                                                                                       | | 094 86937          | Baudenkmal                   | Wohnhaus                               |
| Klosterstraße 8 (Karte) | Wohnhaus                                                                                       | | 094 11350          | Baudenkmal                   | Wohnhaus                               |
| Klosterstraße 11 (Karte) | Wohn- und Geschäftshaus                                                                        | | 094 11351          | Baudenkmal                   | Weitere Bilder                         |
| Klosterstraße 13 (Karte) | Wohnhaus                                                                                       | Barocker zweigeschossiger Putzbau, Wohnhaus des Schriftstellers Adolf Müllner | 094 11352          | Baudenkmal                   | Weitere Bilder                         |
| Klosterstraße 15 (Karte) | Wohn- und Geschäftshaus                                                                        | | 094 11353          | Baudenkmal                   | Wohn- und Geschäftshaus                |
| Klosterstraße 24 (Karte) | Wohnhaus                                                                                       | Novalis-Haus | 094 11355          | Baudenkmal                   | Weitere Bilder                         |
| Kubastraße 1-23 (Karte) | Straßenzug                                                                                     | | 094 09303          | Denkmalbereich               | Straßenzug                             |
| Körnerstraße 1 (Karte) | Villa                                                                                          | | 094 15280          | Baudenkmal                   | Weitere Bilder                         |
| Ladegaststraße 2, 4, 6, 8, 9, 10, 11, 12, 14 (Karte) | Straßenzug                                                                                     | | 094 10611          | Denkmalbereich               | Weitere Bilder                         |
| Langendorfer Straße 12 (Karte) | Wohnhaus                                                                                       | | 094 86607          | Baudenkmal                   | Weitere Bilder                         |
| Langendorfer Straße 17-27, 29-34, 38, 40, 42, 42a, 44, 47, 48, 50, 52, 54, 56, 58, 60, 62, 64, 66, 68, 88/89 (Karte)                                                                                | Straßenzug                                                                                     | Wichtige Ausfallstraße mit reizvoller Mischbebauung aus Mietshäusern, Industriebauten und Villen vom 19. bis ins 20. Jahrhundert | 094 11329          | Denkmalbereich               | Weitere Bilder                         |
| Langendorfer Straße 17, 19, 21, 23 (Karte) | Brauerei                                                                                       | Fels-Brauerei, Oettler-Brauerei, monumentales Industriedenkmal des späten 19. Jahrhunderts | 094 11330          | Baudenkmal                   | Weitere Bilder                         |
| Langendorfer Straße 18 (Karte) | Wohnhaus                                                                                       | Zweigeschossiger verputzter Fachwerkbau aus dem späten 18. Jahrhundert nicht mehr vorhanden, zwischen Nr. 12 und Nr. 24 keine Bebauung mehr (6/2021) | 094 11331          | Baudenkmal                   | BW                                     |
| Langendorfer Straße 33 (Karte) | Schule                                                                                         | Zweigeschossiger Ziegelputzbau von schlossartigem Charakter umgeben von Parkanlage, Mittelrisalit mir Giebel zu drei Achsen, 1882 eingeweiht | 094 11333          | Baudenkmal                   | Schule                                 |
| Langendorfer Straße 43, 45, 47 (Karte) | Villa Nolle                                                                                    | Villa, 2019 als Denkmal ausgewiesen. | 094 66238          | Baudenkmal                   | BW                                     |
| Langendorfer Straße 44 (Karte) | Villa                                                                                          | Reizvoller gut gegliederter eineinhalbgeschossiger Ziegelbau mit Fachwerkaufsatz, gutes Beispiel für die Villenarchitektur der Gründerzeit | 094 11334          | Baudenkmal                   | Villa                                  |
| Langendorfer Straße 48 (Karte) | Schule                                                                                         | Provinzial-Taubstummen-Anstalt, erbaut 1898, repräsentativer zweigeschossiger Backsteinbau mit Bruchsteinsockel, städtebaulich und architektonisch sehr markantes Gebäude | 094 11335          | Baudenkmal                   | Schule                                 |
| Langendorfer Straße 49 (Karte) | Schule                                                                                         | Erbaut 1905–1908 als Königliches Lehrerseminar, Institut für Lehrerbildung, seit 2008 Polizeirevier Burgenlandkreis, mit Park | 094 80042          | Baudenkmal                   | Weitere Bilder                         |
| Leipziger Straße 1-109, 111, 113, 115, 117, 119, 121, 123, 125 (Karte) | Straßenzug                                                                                     | Hervorragende Bebauung vom 17. bis spätem 19. Jahrhundert mit Fürstenhäusern, Wohnbauten, Werkhalle und Fabrikantenvilla an wichtiger Ausfallstraße entlang der Saale | 094 11285          | Denkmalbereich               | Straßenzug                             |
| Leipziger Straße 1 (Karte) | Wohn- und Geschäftshaus                                                                        | | 094 11286          | Baudenkmal                   | Weitere Bilder                         |
| Leipziger Straße 9 (Karte) | Palais                                                                                         | Fürstenhaus | 094 11287          | Baudenkmal                   | Weitere Bilder                         |
| Leipziger Straße 11 (Karte) | Palais                                                                                         | Altherzogliches Haus | 094 11288          | Baudenkmal                   | Weitere Bilder                         |
| Leipziger Straße 13 (Karte) | Palais                                                                                         | | 094 11289          | Baudenkmal                   | Weitere Bilder                         |
| Leipziger Straße 53 (Karte) | Wohnhaus                                                                                       | | 094 11291          | Baudenkmal                   | Wohnhaus                               |
| Leipziger Straße 55 (Karte) | Wohnhaus                                                                                       | | 094 11292          | Baudenkmal                   | BW                                     |
| Leipziger Straße 101 (Karte) | Ackerbürgerhof                                                                                 | | 094 11293          | Baudenkmal                   | BW                                     |
| Leipziger Straße 107 (Karte) | Ausspanne                                                                                      | | 094 11294          | Baudenkmal                   | BW                                     |
| Leipziger Straße 112 (Karte) | Mühle                                                                                          | Herrenmühle | 094 11295          | Baudenkmal                   | Weitere Bilder                         |
| Leipziger Straße 125 (Karte) | Villa                                                                                          | | 094 11296          | Baudenkmal                   | BW                                     |
| Leopold-Kell-Straße 13 (Karte) | Bankgebäude                                                                                    | Um 1930 erbautes Bank- und Wohnhaus, typischer Bau des historisierenden Expressionismus, zwei breitgelagerte, abgerundete Eckerker, hohes geknicktes Walmdach | 094 15303          | Baudenkmal                   | Bankgebäude                            |
| Leopold-Kell-Straße 14 (Karte) | Feuerwache                                                                                     | | 094 15304          | Baudenkmal                   | Weitere Bilder                         |
| Leopold-Kell-Straße 55 (Karte) | Wohnhaus                                                                                       | Repräsentativer viergeschossiger Ziegelbau mit über Eck gestelltem Schweifgiebel, bemerkenswerte Gründerzeitarchitektur | 094 15306          | Baudenkmal                   | Weitere Bilder                         |
| Leopold-Kell-Straße 55, 57, 59, 61, 63, 65, 67 (Karte) | Wohnhäuser                                                                                     | Interessante Häuserzeile mit zum Teil exzellenten Fassadengestaltungen der Gründerzeit, teilweise mit Jugendstilelementen | 094 15305          | Denkmalbereich               | Weitere Bilder                         |
| Lutherplatz 1, 2a, 2b (Karte) | Platz                                                                                          | Abschließende Bebauung der Ferber- und Lutherstraße an einem kreisrund angelegten Platz aus den 1920er Jahren, gute platzräumliche Wirkung | 094 09292          | Denkmalbereich               | Weitere Bilder                         |
| Lutherstraße 1, 2, 2a, 2b, 3, 3a, 4, 5, 6, 7, 8, 9, 10, 11, 12, 13, 14, 15, 16, 17, 18, 19, 20, 22, 24 (Karte)                                                                                      | Straßenzug                                                                                     | Geschlossene Bebauung aus dem ersten und zweiten Jahrzehnt des 20. Jahrhunderts mit zum Teil außerordentlich qualitätvollen Jugendstildetails | 094 09293          | Denkmalbereich               | Weitere Bilder                         |
| Lutherstraße 2 (Karte) | Wohnhaus                                                                                       | Viergeschossiger und fünfachsiger Ziegelputzbau mit aufwendiger Fassadengestaltung, typischer Mietshausbau des frühen 20. Jahrhunderts mit phantasievollen Details | 094 09294          | Baudenkmal                   | Wohnhaus                               |
| Lutherstraße 2a (Karte) | Wohnhaus                                                                                       | Viergeschossiger Ziegelbau mit Seitenrisalit und Erker, reicher Stuckdekor des Jugendstils | 094 09295          | Baudenkmal                   | Wohnhaus                               |
| Lutherstraße 20 (Karte) | Wohnhaus                                                                                       | | 094 86723          | Baudenkmal                   | Wohnhaus                               |
| Marienkirchgasse 1, 2, 3 (Karte) | Straßenzug                                                                                     | | 094 86684          | Denkmalbereich               | Weitere Bilder                         |
| Marienkirchgasse 2 (Karte) | Kirche                                                                                         | Marienkirche | 094 86685          | Baudenkmal                   | Weitere Bilder                         |
| Marienkirchgasse 3 (Karte) | Wohnhaus                                                                                       | Kantorenhaus | 094 00680          | Baudenkmal                   | Weitere Bilder                         |
| Marienstraße 1, 1a, 2-38, 40, 42, 44, 46, 48/50 (Karte) | Straßenzug                                                                                     | | 094 00347          | Denkmalbereich               | Weitere Bilder                         |
| Marienstraße 1a (Karte) | Schule                                                                                         | | 094 00604          | Baudenkmal                   | Weitere Bilder                         |
| Marienstraße 2 (Karte) | Wohnhaus                                                                                       | Kavaliershaus | 094 00629          | Baudenkmal                   | Weitere Bilder                         |
| Marienstraße 4 (Karte) | Wohnhaus                                                                                       | Kavaliershaus | 094 00632          | Baudenkmal                   | Weitere Bilder                         |
| Marienstraße 6/8 (Karte) | Wohnhaus                                                                                       | Kavaliershaus | 094 00635          | Baudenkmal                   | Weitere Bilder                         |
| Marienstraße 10 (Karte) | Wohnhaus                                                                                       | Kavaliershaus | 094 00636          | Baudenkmal                   | Weitere Bilder                         |
| Marienstraße 12 (Karte) | Wohnhaus                                                                                       | | 094 87030          | Baudenkmal                   | Wohnhaus                               |
| Marienstraße 27 (Karte) | Wohnhaus                                                                                       | abgerissen, Baulücke (Stand: Juli 2018) | 094 00651          | Baudenkmal                   | BW                                     |
| Marienstraße 48/50 (Karte) | Wohn- und Geschäftshaus                                                                        | | 094 00676          | Baudenkmal                   | Weitere Bilder                         |
| Markt 1-22, 23/24, 25, 26, 27 (Karte) | Platz                                                                                          | | 094 11357          | Denkmalbereich               | Weitere Bilder                         |
| Markt 1 (Karte) | Rathaus                                                                                        | | 094 11358          | Baudenkmal                   | Weitere Bilder                         |
| Markt 2 (Karte) | Wohn- und Geschäftshaus                                                                        | | 094 11359          | Baudenkmal                   | Weitere Bilder                         |
| Markt 3 (Karte) | Wohn- und Geschäftshaus                                                                        | Mohrenapotheke | 094 11360          | Baudenkmal                   | Weitere Bilder                         |
| Markt 5 (Karte) | Wohn- und Geschäftshaus                                                                        | Amtshaus | 094 11361          | Baudenkmal                   | Weitere Bilder                         |
| Markt 6 (Karte) | Wohn- und Geschäftshaus                                                                        | Sächsischer Hof | 094 11362          | Baudenkmal                   | Weitere Bilder                         |
| Markt 7 (Karte) | Wohn- und Geschäftshaus                                                                        | | 094 11363          | Baudenkmal                   | Weitere Bilder                         |
| Markt 8 (Karte) | Wohn- und Geschäftshaus                                                                        | Gumpelsches Haus | 094 11364          | Baudenkmal                   | Weitere Bilder                         |
| Markt 9 (Karte) | Wohn- und Geschäftshaus                                                                        | | 094 11365          | Baudenkmal                   | Weitere Bilder                         |
| Markt 10 (Karte) | Wohn- und Geschäftshaus                                                                        | | 094 11366          | Baudenkmal                   | Weitere Bilder                         |
| Markt 11 (Karte) | Wohn- und Geschäftshaus                                                                        | Hirsch-Apotheke | 094 11367          | Baudenkmal                   | Wohn- und Geschäftshaus                |
| Markt 12 (Karte) | Wohn- und Geschäftshaus                                                                        | Café Central | 094 11368          | Baudenkmal                   | Weitere Bilder                         |
| Markt 16 (Karte) | Wohn- und Geschäftshaus                                                                        | | 094 11369          | Baudenkmal                   | Weitere Bilder                         |
| Markt 23/24 (Karte) | Wohn- und Geschäftshaus                                                                        | | 094 11372          | Baudenkmal                   | Weitere Bilder                         |
| Markt 27 (Karte) | Wohn- und Geschäftshaus                                                                        | | 094 11373          | Baudenkmal                   | Weitere Bilder                         |
| Markwerbener Straße 4, 6, 8, 10, 12 (Karte) | Straßenzug                                                                                     | | 094 15497          | Denkmalbereich               | Straßenzug                             |
| Markwerbener Straße 14, 15, 16, 17, 18, 19, 20 (Karte) | Mühle, Brückenmühle                                                                            | Ruine des barocken Mühlengebäudes mit kursächsischem Wappenportal von 1680 | 094 16288          | Baudenkmal                   | Weitere Bilder                         |
| Markwerbener Straße 21 (Karte) | Wohnhaus                                                                                       | Zweigeschossiger Bruchstein-Putzbau, Eckpilaster, Mittelrisalit, Fensterfaschen, Krüppelwalmdach, über dem Portal Bauinschrift (Bauherr J. G. Ratzmann) datiert auf 1708. | 094 15504          | Baudenkmal                   | Wohnhaus                               |
| Markwerbener Straße 22 (Karte) | Gedenkstein                                                                                    | ca. 1,85 m hohe Stele mit Markierungen der Saale-Hochwasserständer 1764. 17.., 1784, 1799 und 1836. | 094 15507          | Baudenkmal                   | Gedenkstein                            |
| Markwerbener Straße 23 (Karte) | Villa                                                                                          | Zweigeschossiger Ziegelputzbau auf erhöhtem Kalksteinsockel über unregelmäßigen Grundriss, Walmdach mit unterschiedlichen Gaubenformen, erbaut um 1920 | 094 15511          | Baudenkmal                   | BW                                     |
| Markwerbener Straße 25 (Karte) | Fabrikantenvilla                                                                               | Zweigeschossiger Ziegelputzbau mit Zierfachwerk in den Giebelbereichen, Mansardwalmdach, Jugendstil, parkartiger Garten mit Pavillon | 094 15526          | Baudenkmal                   | BW                                     |
| Merseburger Straße 3 (Karte) | Kino                                                                                           | Gloria-Kino | 094 15256          | Baudenkmal                   | Weitere Bilder                         |
| Merseburger Straße 4 (Karte) | Gasthof Feldschlösschen                                                                        | | 094 15257          | Baudenkmal                   | Weitere Bilder                         |
| Merseburger Straße 5 (Karte) | Villa                                                                                          | Haus existiert nicht mehr (Parkplatz und Supermarkt) | 094 15261          | Baudenkmal                   | BW                                     |
| Merseburger Straße 12 (Karte) | Villa                                                                                          | Stadtvilla | 094 15264          | Baudenkmal                   | Weitere Bilder                         |
| Merseburger Straße 18 (Karte) | Wohn- und Geschäftshaus                                                                        | | 094 15265          | Baudenkmal                   | Weitere Bilder                         |
| Merseburger Straße 19 (Karte) | Hospital St. Laurentii                                                                         | Hospital und Kirche St.Laurentius, um 1880 im neogotischen Stil erbaut | 094 15267          | Baudenkmal                   | Weitere Bilder                         |
| Merseburger Straße 21, 21a, 23 (Karte) | Häusergruppe                                                                                   | | 094 15266          | Denkmalbereich               | Weitere Bilder                         |
| Merseburger Straße 26a (Karte) | Wohn- und Geschäftshaus                                                                        | viergeschossiges Wohnhaus im Jugendstil von 1908 | 094 15268          | Baudenkmal                   | Weitere Bilder                         |
| Merseburger Straße 28 (Karte) | Wohn- und Geschäftshaus                                                                        | viergeschossiges Wohn- und Geschäftshaus aus der Zeit um 1910 | 094 15269          | Baudenkmal                   | Weitere Bilder                         |
| Merseburger Straße 32 (Karte) | Wohn- und Geschäftshaus                                                                        | | 094 15270          | Baudenkmal                   | Weitere Bilder                         |
| Merseburger Straße 34 (Karte) | Wohn- und Geschäftshaus                                                                        | | 094 80040          | Baudenkmal                   | Weitere Bilder                         |
| Merseburger Straße 35, 35a, 35b, 37, 39, 41, 43, 45, 47, 49, 51, 53, 55, 57, 59, 61 (Karte) | Straßenzeile                                                                                   | | 094 80039          | Denkmalbereich               | Straßenzeile                           |
| Merseburger Straße 40, 42, 44, 46, 48 (Karte) | Häusergruppe                                                                                   | Häusergruppe aus der zweiten Hälfte des 19. Jahrhunderts | 094 15271          | Denkmalbereich               | Häusergruppe                           |
| Merseburger Straße 56, 58, 60, 62 (Karte) | Häusergruppe                                                                                   | Wohn- und Geschäftshäuser, typische Vorstadtbebauung der Zeit um 1900 mit ursprünglicher Fassadengliederung | 094 80038          | Denkmalbereich               | Häusergruppe                           |
| Merseburger Straße 70 (Karte) | Wohnhaus                                                                                       | Bemerkenswerter viergeschossiger Ziegelputzbau von 1912 mit qualitätvoller Fassade | 094 15272          | Baudenkmal                   | Wohnhaus                               |
| Merseburger Straße 97 (Karte) | Wohnhaus                                                                                       | 1964 errichtetes Hochhaus | 094 15274          | Baudenkmal                   | Wohnhaus                               |
| Merseburger Straße 135, 136 | Fabrik                                                                                         | | 094 85148          | Baudenkmal                   |                                        |
| Moritz-Hill-Straße 1, 3, 5 (Karte) | Wohnhaus                                                                                       | | 094 09287          | Denkmalbereich               | Wohnhaus                               |
| Müllnerstraße 1-33 (Karte) | Straßenzug                                                                                     | | 094 15281          | Denkmalbereich               | Straßenzug                             |
| Naumburger Straße 7, 9, 9a, 11, 12, 13, 15, 16, 17, 18, 19, 20, 21, 22, 23, 24, 25, 26, 27, 28, 29, 30, 31, 33, 35, 37, 39 (Karte)                                                                  | Straßenzug                                                                                     | | 094 14176          | Denkmalbereich               | Weitere Bilder                         |
| Naumburger Straße 21 (Karte) | Wohnhaus                                                                                       | | 094 86707          | Baudenkmal                   | BW                                     |
| Naumburger Straße 30 (Karte) | Villa                                                                                          | | 094 14178          | Baudenkmal                   | Weitere Bilder                         |
| Naumburger Straße 76 (Karte) | Krankenhaus                                                                                    | | 094 14182          | Baudenkmal                   | Weitere Bilder                         |
| Naumburger Straße 83, 85, 87 (Karte) | Häusergruppe                                                                                   | | 094 14181          | Denkmalbereich               | Häusergruppe                           |
| Neue Straße 2 (Karte) | Wohn- und Geschäftshaus                                                                        | | 094 80008          | Baudenkmal                   | Weitere Bilder                         |
| Neue Straße 11 (Karte) | Wohnhaus                                                                                       | | 094 86706          | Baudenkmal                   | Weitere Bilder                         |
| Nikolaistraße 1, 3, 4, 5, 6, 7, 9, 10, 12, 13, 15, 17, 19, 20, 22, 24, 26, 28, 30, 31, 32, 33, 34, 35, 37, 39, 41, 43 (Karte)                                                                       | Straßenzug                                                                                     | | 094 08939          | Denkmalbereich               | Weitere Bilder                         |
| Nikolaistraße 1 (Karte) | Wohn- und Geschäftshaus                                                                        | | 094 08940          | Baudenkmal                   | Weitere Bilder                         |
| Nikolaistraße 10 (Karte) | Gasthof                                                                                        | Goldener Hirsch | 094 08943          | Baudenkmal                   | Weitere Bilder                         |
| Nikolaistraße 12 (Karte) | Gasthof                                                                                        | Zum Schusterjungen | 094 08944          | Baudenkmal                   | Weitere Bilder                         |
| Nikolaistraße 13 (Karte) | Wohnhaus                                                                                       | Heinrich-Schütz-Haus | 094 09132          | Baudenkmal                   | Weitere Bilder                         |
| Nikolaistraße 20 (Karte) | Wohn- und Geschäftshaus                                                                        | | 094 09133          | Baudenkmal                   | Weitere Bilder                         |
| Nikolaistraße 22 (Karte) | Wohnhaus                                                                                       | | 094 09134          | Baudenkmal                   | Weitere Bilder                         |
| Nikolaistraße 32 (Karte) | Wohnhaus                                                                                       | | 094 86756          | Baudenkmal                   | Weitere Bilder                         |
| Nikolaistraße 39 (Karte) | Wohnhaus, auch Hofmarschallhaus, Brühlsches Haus                                               | | 094 09135          | Baudenkmal                   | Weitere Bilder                         |
| Nikolaistraße 43 (Karte) | Wohnhaus                                                                                       | | 094 09136          | Baudenkmal                   | Weitere Bilder                         |
| Nikolaistraße 51 (Karte) | Hotel Jägerhof                                                                                 | Ehemaliger Viehhof des Clarissenklosters, dreigeschossiger Bruchstein-Putzbau mit hohem Satteldach, an der Ostseite mit Krüppelwalm, sechs Schleppgauben, 18. Jh., im Kern spätmittelalterlich; 1713 hier Uraufführung des Jagdkantate J. S. Bachs | 094 09137          | Baudenkmal                   | Weitere Bilder                         |
| Nordstraße 1, 2, 4 Weinbergstraße 1, 4, 6, 8, 9, 12, 14, 15, 16, 17, 18, 20, 22, 24 (Karte) | Straßenzug Nordstraße 1, 2, 4 Weinbergstraße 1, 4, 6, 8, 9, 12, 14, 15, 16, 17, 18, 20, 22, 24 | Straßenzeile mit Wohnhäusern aus der Zeit um 1900 | 094 15441          | Denkmalbereich               | Weitere Bilder                         |
| Nordstraße 10, 12, 14, 16 (Karte) | Straßenzeile                                                                                   | | 094 86673          | Denkmalbereich               | Weitere Bilder                         |
| Nordstraße 14 (Karte) | Wohnhaus                                                                                       | Ehemaliger Gebetsraum der Jüdischen Gemeinde bis 1938, Gedenktafel | 094 71110          | Baudenkmal                   | Wohnhaus                               |
| Nordstraße 26, 28, 30, Schillerstraße 10, 12, 14, 16, 18, Uhlandstraße 2, 4, 6 (Karte) | Siedlung                                                                                       | Siedlung 1927 errichteter repräsentativer Gebäudekomplex | 094 09309          | Baudenkmal                   | Siedlung                               |
| Schillerstraße 14 | Verwaltungsgebäude                                                                             | Verwaltungsgebäude | 094 09309 001      | Teilobjekt eines Baudenkmals |                                        |
| Novalisstraße 1-14, 16, 18, 20, 22, 24, 26, 28, 30, 30a, 32, 34, 36, 38 (Karte) | Straßenzug                                                                                     | Straßenzug | 094 80037          | Denkmalbereich               | Straßenzug                             |
| Novalisstraße 11 (Karte) | Schule                                                                                         | Neustadtschule, erbaut 1891 | 094 09317          | Baudenkmal                   | Schule                                 |
| Novalisstraße 13 (Karte) | Wohnhaus                                                                                       | | 094 09318          | Baudenkmal                   | Wohnhaus                               |
| Novalisstraße 21 (Karte) | Fabrik Novalisstraße 21                                                                        | Fabrik | 094 66244          | Baudenkmal                   | BW                                     |
| Novalisstraße 23 (Karte) | Villa                                                                                          | | 094 09319          | Baudenkmal                   | BW                                     |
| Pfeffergasse 3 (Karte) | Mühle, sogenannte Pfeffermühle, Wohnhaus                                                       | Zweigeschossiger Torbau der ehemaligen Wassermühle, Bruchstein 18. Jh. | 094 15244          | Baudenkmal                   | BW                                     |
| Pfeffergasse 3 (Karte) | Mühle, sogenannte Pfeffermühle                                                                 | Mühlengebäude teilweise aus Fachwerk, zweigeschossig gestaffelt, 18. Jh, teilweise 19. Jh. | 094 15244          | Baudenkmal                   | Weitere Bilder                         |
| Pfeffergasse 3(?) (Karte) | Gartenhaus                                                                                     | Eines der letzten Gartenhäuser der Herzogszeit (Ende des 17. Jahrhunderts) | 094 80048          | Baudenkmal                   | BW                                     |
| Promenade 1-34, 34a, 35, 36, 37, 39 (Karte) | Promenade                                                                                      | Langgezogene, winkelförme Platzanlage, anstelle der mittelalterliche Wall- und Grabenanlage, Bebauung zwischen 18. und 20. Jh. | 094 15340          | Denkmalbereich               | Weitere Bilder                         |
| Promenade 9 (Karte) | Wohn- und Geschäftshaus, ehemalige herzogliche Hoffischerei                                    | | 094 86686          | Baudenkmal                   | Weitere Bilder                         |
| Promenade 11 (Karte) | Gaststätte Schumanns Garten                                                                    | | 094 86687          | Baudenkmal                   | Weitere Bilder                         |
| Promenade 25 (Karte) | Wohnhaus                                                                                       | | 094 15349          | Baudenkmal                   | Weitere Bilder                         |
| Promenade 29 (Karte) | Villa                                                                                          | | 094 86652          | Baudenkmal                   | Weitere Bilder                         |
| Promenade 31 (Karte) | Villa                                                                                          | | 094 86715          | Baudenkmal                   | Weitere Bilder                         |
| Promenade 35, 37, 39 (Karte) | Ehemalige Altstadtschule, jetzt Volkshochschule                                                | | 094 15358          | Baudenkmal                   | Weitere Bilder                         |
| Promenade 35, 37, 39 (Karte) | Turnhalle                                                                                      | Eingeschossiger Ziegelbau im Hof der Altstadtschule mit reicher ornamentaler Ausstattung, Ende 19. Jh. | 094 15358          | Baudenkmal                   | Weitere Bilder                         |
| Roßbacher Straße 5 (Karte) | Villa                                                                                          | | 094 15278          | Baudenkmal                   | Villa                                  |
| Rudolf-Götze-Straße 1-20, 22, 24 (Karte) | Straßenzug                                                                                     | | 094 15326          | Denkmalbereich               | Weitere Bilder                         |
| Rudolf-Götze-Straße 2 (Karte) | Wohnhaus                                                                                       | | 094 15327          | Baudenkmal                   | Weitere Bilder                         |
| Rudolf-Götze-Straße 4 (Karte) | Wohnhaus                                                                                       | | 094 15328          | Baudenkmal                   | Weitere Bilder                         |
| Rudolf-Götze-Straße 6 (Karte) | Wohnhaus                                                                                       | Wohnhaus | 094 15329          | Baudenkmal                   | Weitere Bilder                         |
| Rudolf-Götze-Straße 8, 10 | Wohnhaus                                                                                       | Wohnhaus 2024 als Denkmal ausgewiesen | 094 18944          | Baudenkmal                   |                                        |
| Rudolf-Götze-Straße 12 (Karte) | Wohnhaus                                                                                       | Wohnhaus | 094 15330          | Baudenkmal                   | Weitere Bilder                         |
| Rudolf-Götze-Straße 14 (Karte) | Wohnhaus                                                                                       | | 094 15331          | Baudenkmal                   | Weitere Bilder                         |
| Rudolf-Götze-Straße 17 (Karte) | Wohnhaus                                                                                       | | 094 15332          | Baudenkmal                   | Weitere Bilder                         |
| Rudolf-Götze-Straße 19 (Karte) | Villa                                                                                          | | 094 15333          | Baudenkmal                   | Weitere Bilder                         |
| Rudolf-Götze-Straße 20 (Karte) | Wohnhaus                                                                                       | | 094 15334          | Baudenkmal                   | Weitere Bilder                         |
| Rudolf-Götze-Straße 22, 24 (Karte) | Fabrik                                                                                         | Ledergroßhandlung und Fußmattenfabrik Carl Ludwig Sprenger | 094 15335          | Baudenkmal                   | Weitere Bilder                         |
| Saalstraße 3-5, 7, 9, 11, 13, 15, 16, 18-23, 25-32, 34, 36, 38, 40, 42 (Karte) | Straßenzug                                                                                     | | 094 15450          | Denkmalbereich               | Weitere Bilder                         |
| Saalstraße 3 (Karte) | Wohnhaus                                                                                       | | 094 15454          | Baudenkmal                   | Weitere Bilder                         |
| Saalstraße 4 (Karte) | Wohnhaus                                                                                       | | 094 15455          | Baudenkmal                   | Weitere Bilder                         |
| Saalstraße 16 (Karte) | Postamt                                                                                        | | 094 15457          | Baudenkmal                   | Weitere Bilder                         |
| Saalstraße 20 (Karte) | Wohnhaus                                                                                       | | 094 15458          | Baudenkmal                   | Weitere Bilder                         |
| Saalstraße 22 (Karte) | Wohnhaus                                                                                       | | 094 15460          | Baudenkmal                   | Weitere Bilder                         |
| Saalstraße 27 (Karte) | Wohn- und Geschäftshaus                                                                        | | 094 15463          | Baudenkmal                   | Weitere Bilder                         |
| Saalstraße 42 (Karte) | Wohnhaus                                                                                       | | 094 15465          | Baudenkmal                   | Weitere Bilder                         |
| Schillerstraße 1-19 (Karte) | Straßenzug                                                                                     | | 094 09306          | Denkmalbereich               | Weitere Bilder                         |
| Schlachthofstraße 2, 4, 6, 8, 10, 12, 14 (Karte) | Straßenzeile                                                                                   | | 094 09313          | Denkmalbereich               | Straßenzeile                           |
| Schlachthofstraße 26a (Karte) | Kraftwerk, Heizwerk Nord                                                                       | | 094 86639          | Baudenkmal                   | BW                                     |
| Schloßgasse 2, 3, 4, 5, 6, 7, 8, 10, 12 (Karte) | Straßenzug                                                                                     | | 094 09158          | Denkmalbereich               | Weitere Bilder                         |
| Schloßgasse 2 (Karte) | Wohnhaus                                                                                       | abgerissen | 094 09159          | Baudenkmal                   | BW                                     |
| Schloßgasse 3 (Karte) | Wohnhaus                                                                                       | | 094 09160          | Baudenkmal                   | Weitere Bilder                         |
| Schloßgasse 5 (Karte) | Wohnhaus                                                                                       | | 094 09447          | Baudenkmal                   | Weitere Bilder                         |
| Schloßgasse 6 (Karte) | Wohnhaus, ehemaliger Gaststätte Tivoli                                                         | | 094 09162          | Baudenkmal                   | Wohnhaus, ehemaliger Gaststätte Tivoli |
| Schulstraße 1, 3, 5, 7, 9, 11 (Karte) | Straßenzeile                                                                                   | | 094 15282          | Denkmalbereich               | Straßenzeile                           |
| Schützenstraße 2, 3, 4, 5, 6, 7, 8, 9, 10, 11, 12, 13, 14, 15, 22, 24 (Karte) | Straßenzug                                                                                     | Die lt. Denkmalverzeichnis von 1994 geschlossen erhaltene Bebauung einer Vorstadtgasse des 18. Jh. ist nicht mehr vorhanden, ein Großteil der Gebäude wurde abgerissen. | 094 09157          | Denkmalbereich               | Weitere Bilder                         |
| Tagewerbener Straße 1 (Karte) | Gesellschaftshaus                                                                              | Ehemaliges Konzert- und Tanzcafé „Reichskrone“, später Kino „Film-Eck“, danach Turnhalle, zweigeschossiger langgestreckter Baukomplex in Winkelform, Fenster in mehrfach gestuften Nischen, Korbbogentore und flachbogige Fenster, vermutlich um 1920 | 094 15275          | Baudenkmal                   | Gesellschaftshaus                      |
| Tagewerbener Straße 8-41 (Karte) | Straßenzug                                                                                     | Zwei- bis viergeschossige Ziegel- und Putzbauten vom späten 19. Jh. bis ca. 1920/30, Nr. 33: ehemalige Nollesche Werke (Drakena-Werk), Ende d. 19. Jh. | 094 15277          | Denkmalbereich               | Straßenzug                             |
| Tagewerbener Straß, Ecke Merseburger Straße (Karte) | Brunnen                                                                                        | Märchenbrunnen | 094 15276          | Baudenkmal                   | Weitere Bilder                         |
| Töpferdamm 12 (Karte) | Wohnhaus                                                                                       | | 094 16289          | Baudenkmal                   | Weitere Bilder                         |
| Uhlandstraße 1, 3, 5, 7, 9, 11, 13, 15, 17, 19, 21, 23 (Karte) | Straßenzeile                                                                                   | | 094 09312          | Denkmalbereich               | Straßenzeile                           |
| Waltherstraße 2, 3, 4, 5, 6, 7, 8, 9, 10, 11, 12, 14, 16, 18 (Karte) | Straßenzug                                                                                     | | 094 11310          | Denkmalbereich               | Straßenzug                             |
| Waltherstraße 2 (Karte) | Wohn- und Geschäftshaus                                                                        | | 094 11309          | Baudenkmal                   | Wohn- und Geschäftshaus                |
| Weinbergstraße 15/17 (Karte) | INTEX Weißenfels                                                                               | Fabrik aus der Zeit um 1900 im Stil des Neobarocks | 094 80036          | Baudenkmal                   | INTEX Weißenfels                       |
| Wielandstraße 1-22, 24, 26, 28, 30 (Karte) | Straßenzug                                                                                     | | 094 09316          | Denkmalbereich               | Straßenzug                             |
| Wielandstraße 23, 25, 27, 29, 31, 33, 35, 37 (Karte) | Straßenzeile                                                                                   | | 094 09315          | Denkmalbereich               | Straßenzeile                           |
| Zeitzer Straße 4 (Karte) | Schloss Neu-Augustusburg                                                                       | Schloss Landschaftsprägender und stadtbildbeherrschender Barockbau, Dreiflügelanlage, 1660–1690 durch die Baumeister Moritz Richer d. Ä. und J. errichtet. Dreigeschossig ausgeführt, Westflügel elfachsig, Süd- und Nordflügel je 21-achsig. Schlosskirche mit reicher Ausstattung und Stukkaturen von Caroveri, Quadri, Schütze. Gruft der Herzöge von Sachsen-Weißenfels. | 094 09170          | Baudenkmal                   | Weitere Bilder                         |
| Zeitzer Straße 4, im Schloss Neu-Augustusburg | Kapelle                                                                                        | Kapelle | 094 09170 001      | Teilobjekt eines Baudenkmals |                                        |
| Zeitzer Straße 12 (Karte) | Villa                                                                                          | | 107 20009          | Baudenkmal                   | BW                                     |
| Zeitzer Straße 15 (Karte) | Wohnhaus                                                                                       | | 094 09177          | Baudenkmal                   | BW                                     |
| Zeitzer Straße 21a (Karte) | Marstall                                                                                       | | 094 09176          | Baudenkmal                   | Weitere Bilder                         |
| Zeitzer Straße 26, 28, 30 (Karte) | Häusergruppe                                                                                   | | 094 09179          | Denkmalbereich               | Weitere Bilder                         |
| Zeitzer Straße 26 (Karte) | Wohnhaus Zeitzer Straße 26                                                                     | Wohnhaus | 094 18790          | Baudenkmal                   | BW                                     |
| Zeitzer Straße 28 | Wohnhaus                                                                                       | Wohnhaus 2024 als Denkmal ausgewiesen | 094 18935          | Baudenkmal                   |                                        |
| Zimmerstraße 16, 18, 20 (Karte) | Häusergruppe                                                                                   | Häusergruppe | 094 15336          | Denkmalbereich               | Weitere Bilder                         |
| Zimmerstraße 22 (Karte) | Tagelöhnerhaus                                                                                 | | 094 15337          | Baudenkmal                   | Tagelöhnerhaus                         |
| Zimmerstraße 24 (Karte) | Tagelöhnerhaus                                                                                 | | 094 15338          | Baudenkmal                   | Weitere Bilder                         |
| Zum Bahnhof, ca. 500 Meter östlich vom Empfangsgebäude (Karte) | Lokschuppen                                                                                    | | 094 86591          | Baudenkmal                   | Weitere Bilder                         |
| Zum Bahnhof 2 (Karte) | Bahnhof                                                                                        | Hauptbahnhof Weißenfels | 094 15440          | Baudenkmal                   | Weitere Bilder                         |

## Ehemalige Kulturdenkmale
Die nachfolgenden Objekte waren ursprünglich ebenfalls denkmalgeschützt oder wurden in der Literatur als Kulturdenkmale geführt. Die Denkmale bestehen heute jedoch nicht mehr, ihre Unterschutzstellung wurde aufgehoben oder sie werden nicht mehr als Denkmale betrachtet.
| Lage | Bezeichnung                      | Beschreibung | Erfassungs- nummer | Ausweisungsart | Bild           |
| --- | -------------------------------- | --- | ------------------ | -------------- | -------------- |
| Beuditzstraße 24 (Karte) | Tagelöhnerhaus                   | | 094 15560          |                | BW             |
| Beuditzstraße 77 (Karte) | Villa                            | Villa Doppelhaus Nr. 77/79, Im Jahr 2022 nach Verlust der Denkmaleigenschaft durch Baumaßnahmen aus dem Denkmalverzeichnis gestrichen.                                                                | 094 86718          | Baudenkmal     | Villa          |
| Eduard-Mörike-Straße 2 (Karte) | Landhaus                         | Landhaus, nach Abbruch 2019 aus dem Denkmalverzeichnis ausgetragen. | 094 15437          | Baudenkmal     | BW             |
| Geibelstraße 1, 2, Gustav-Freytag-Straße 2, 4, 6, 8 (Karte) | Siedlung                         | Siedlung, nach Verlust der Denkmaleigenschaft 2019 aus dem Denkmalverzeichnis ausgetragen. | 094 15436          | Denkmalbereich | Weitere Bilder |
| Georgenberg 1, 2, 3, 4, 5, 6, 7, 8, 9, 10, 11, 12, 13, 14, 14a, 15, 16, 17, 18, 19, 20, 21, 23, 25, 27, 29, 31, 33, 35, 37 (Karte)                                                                                             | Platz                            | | 094 11321          |                | BW             |
| Georgenbergstraße 1, 2, 3, 4, 5, 6, 8, 10, 12, 14, 16, 18, 20, (Karte) | Straße                           | | 094 11324          |                | BW             |
| Große Deichstraße 2 (Karte) | Gartenhaus                       | | 094 80002          |                | BW             |
| Große Kalandstraße 19 (Karte) | Wohnhaus                         | Wohnhaus, nach Genehmigung im Jahr 2015 abgerissen. 2016 erfolgte die Austragung aus dem Denkmalverzeichnis.                                                                                          | 094 09142          | Baudenkmal     | Wohnhaus       |
| Gutenbergstraße, Merseburger Straße (Karte) | Gedenkstein                      | Denkmal, im Jahr 2018 wurde das Denkmal nach einer ungenehmigten Zerstörung aus dem Denkmalverzeichnis ausgetragen.                                                                                   | 094 09321          | Baudenkmal     | BW             |
| Kleine Burgstraße 5, 7, 9, 11, 13, 15, 17 (Karte) | Straßenzug                       | Straßenzug | 094 11388          |                | BW             |
| Karl-Liebknecht-Straße 2, 4 (Karte) | Häusergruppe                     | Häusergruppe 2024 aus dem Denkmalverzeichnis gestrichen. | 094 09180          | Denkmalbereich | Weitere Bilder |
| Kleine Deichstraße 2, 4, Naumburger Straße 59 (Karte) | Krankenhaus                      | Waltherstift | 094 14180          |                | BW             |
| Klingenplatz 8 | Wohnhaus                         | | 094 86709          |                |                |
| Klingenplatz 10 | Wohnhaus                         | | 094 09164          |                |                |
| Klosterstraße 31 (Karte) | Wohnhaus                         | | 094 11356          |                | BW             |
| Kubastraße 11 (Karte) | Wohnhaus                         | abgerissen | 094 09301          | Baudenkmal     | BW             |
| Langendorfer Straße 20 (Karte) | Wohnhaus Langendorfer Straße 20  | Wohnhaus Giebelständiger eineinhalbgeschossiger verputzter Fachwerkbau aus dem späten 18. Jahrhundert, im Juni 2021 bereits nicht mehr vorhanden, Im Jahr 2021 aus dem Denkmalverzeichnis gestrichen. | 094 11332          | Baudenkmal     | BW             |
| Leipziger Straße 35 (Karte) | Wohn- und Geschäftshaus          | | 094 11290          |                | BW             |
| Leipziger Straße 39 (Karte) | Wohn- und Geschäftshaus          | | 094 16272          |                | BW             |
| Marienstraße 1 (Karte) | Wohnhaus                         | | 094 00626          |                | BW             |
| Marienstraße 5 (Karte) | Wohnhaus                         | | 094 00634          |                | BW             |
| Marienstraße 7 (Karte) | Wohn- und Geschäftshaus          | | 094 00640          |                | BW             |
| Marienstraße 9 (Karte) | Wohnhaus                         | | 094 00644          |                | BW             |
| Merseburger Straße 6 (Karte) | Wohnhaus                         | zweigeschossiges Wohnhaus, abgerissen | 094 15263          | Baudenkmal     | BW             |
| Naumburger Straße 26, 27, 28 (Karte) | Brauerei                         | Gürth-Brauerei | 094 14177          |                | BW             |
| Niemöllerplatz 10/12 (Karte) | Wohnhaus                         | Wohnhaus, nach genehmigtem Abbruch 2018 aus dem Denkmalverzeichnis ausgetragen | 094 80007          | Baudenkmal     | BW             |
| Nikolaistraße 2 (Karte) | Gasthof Goldener Esel            | 1985 abgerissen | 094 08941          | Baudenkmal     | BW             |
| Nikolaistraße 4 (Karte) | Gasthof Schützen                 | Ehemals vom Vater des Heinrich Schütz betrieben, 1985 abgerissen, Bauteile werden im Schützhaus Nikolaistraße 13 präsentiert                                                                          | 094 08942          |                | BW             |
| Nikolaistraße 28 (Karte) | Wohnhaus                         | | 094 86755          |                | BW             |
| Richard-Wagner-Straße 10, 12 (Karte) | Siedlung                         | | 094 09291          |                | BW             |
| Roßbacher Straße 2a, 2b, 2c, 2d, 2e, 4a, 4b, 4c, 6a, 6b, 6c, 8a, 8b, 8c, 8d, 10a, 10b, 10c, 12, Tagewerbener Straße 51a, 51b, 51c, 53a, 53b, 53c, 55a, 55b, 55c, 55d, 57a, 57b, 57c, 57d, 59a, 59b, 59c, 61a, 61b, 61c (Karte) | Leuna-Siedlung                   | Siedlung mit dreigeschossigen Ziegel-Putzbauten, um 1930, typische Werkssiedlung der 1930 Jahre. Nach Verlust der Denkmaleigenschaft 2019 aus dem Denkmalverzeichnis ausgetragen.                     | 094 15279          | Denkmalbereich | Leuna-Siedlung |
| Saalstraße 21 (Karte) | Wohn- und Geschäftshaus          | | 094 15459          |                | BW             |
| Saalstraße 23 (Karte) | Wohn- und Geschäftshaus          | | 094 15461          |                | BW             |
| Saalstraße 25 (Karte) | Wohnhaus                         | Zum kleinen Ring | 094 15462          |                | BW             |
| Saalstraße 28 (Karte) | Stall                            | Stall, nach genehmigtem Abbruch 2018 aus dem Denkmalverzeichnis ausgetragen | 094 86578          | Baudenkmal     | Weitere Bilder |
| Saalstraße 29 (Karte) | Wohn- und Geschäftshaus          | | 094 15464          |                | BW             |
| Saalstraße 38 (Karte) | Wohnhaus                         | | 094 15466          |                | BW             |
| Tagewerbener Straße 50, 52, 54, 56, 58, 60, 62, 64, 66, 68, 70, 72, 74 (Karte) | Siedlung                         | | 094 15530          |                | BW             |
| Zeitzer Straße 19 | Wohnhaus                         | | 094 09178          |                |                |
| Koordinaten fehlen! Hilf mit. | ehemaliges Herzogliches Reithaus | 1706 bis 1708 errichteter Putzbau mit Mansarddach, 1945 durch Brand zerstört, Ruine abgerissen. |                    |                |                |

## Legende
In den Spalten befinden sich folgende Informationen:
- Lage: Nennt den Straßennamen und wenn vorhanden die Hausnummer des Kulturdenkmals. Die Grundsortierung der Liste erfolgt nach dieser Adresse. Der Link „Karte“ führt zu verschiedenen Kartendarstellungen und nennt die geographischen Koordinaten.
Link zu einem Kartenansichtstool, um Koordinaten zu setzen. In der Kartenansicht sind Baudenkmale ohne Koordinaten mit einem roten bzw. orangen Marker dargestellt und können in der Karte gesetzt werden. Baudenkmale ohne Bild sind mit einem blauen bzw. roten Marker gekennzeichnet, Baudenkmale mit Bild mit einem grünen bzw. orangen Marker.
- Offizielle Bezeichnung: Nennt den Namen, die Bezeichnung oder zumindest die Art des Kulturdenkmals und verlinkt, soweit vorhanden, auf den Artikel zum Objekt.
- Beschreibung: Nennt bauliche und geschichtliche Einzelheiten des Kulturdenkmals, vorzugsweise die Denkmaleigenschaften.
- Erfassungsnummer: Für jedes Kulturdenkmal wird in Sachsen-Anhalt eine 20stellige Erfassungsnummer vergeben. Die letzten zwölf Ziffern werden für die Untergliederung nach Teilobjekten genutzt und werden nur angegeben, soweit vergeben. In dieser Spalte kann sich folgendes Icon  befinden, dies führt zu Angaben zu diesem Baudenkmal bei Wikidata.
- Ausweisungsart: Die Einordnung des Denkmales nach § 2 Abs. 2 DenkmSchG LSA
- Bild: Ein Bild des Denkmales, und gegebenenfalls einen Link zu weiteren Fotos des Kulturdenkmals im Medienarchiv Wikimedia Commons. Wenn man auf das Kamerasymbol klickt, können Fotos zu Kulturdenkmalen aus dieser Liste hochgeladen werden: